# Gottfried von Cramm
Gottfried Alexander Maximilian Walter Kurt Freiherr von Cramm (Nettlingen, 7 de juliol de 1909 − El Caire, Egipte, 8 de novembre de 1976) fou un exjugador de tennis amateur alemany. Va destacar en l'etapa final del període d'entreguerres, coincidint amb l'apogeu del dictador Adolf Hitler, que intentà utilitzar-lo com a imatge del nazisme.
Fou destacat com el millor tennista del món l'any 1937, i posteriorment fou inclòs en l'International Tennis Hall of Fame (1977). En el seu palmarès destaquen dos títols individuals de l'Internationaux de France, dos en dobles masculins (Internationaux de France i U.S. Championships) i un més en dobles mixts (Wimbledon Championships).

## Biografia
Fou el tercer de set fills de Burchard Baron von Cramm i Jutta Countess von Steinberg. La seva família formava part de la noblesa de la Baixa Saxònia i va créixer en un dels seus castells de Brüggen.
Aprofitant la seva primera victòria individual en un Grand Slam, Adolf Hitler va intentar utilitzar-lo com a imatge del Nazisme ja que físicament s'ajustava perfectament en el seu concepte de raça ària superior, però von Cramm va rebutjar la proposta perquè no volia ser utilitzat per la propaganda nazi. Malgrat la seva gran popularitat, el 5 de març de 1938 fou arrestat pel govern alemany per una presumpta relació homosexual amb l'actor Manasse Herbst. Fou jutjat i condemnat a un any de presó després d'admetre la relació entre 1931 i 1934, poc abans de casar-se amb la seva primera muller. Diversos companys i amics seus com Don Budge o el rei Gustau V de Suècia van pressionar el govern alemany per la seva alliberació, que es va produir al cap de sis mesos, i al maig de 1939 va poder tornar a competir. El seu empresonament i el tens clima polític de l'època, a les portes de la Segona Guerra Mundial, li va provocar problemes a diversos torneigs que van impedir la seva participació.
Amb l'esclat de la Segona Guerra Mundial, Cramm fou reclutat per l'exèrcit alemany i va formar part de la divisió Hermann Göring. No va rebre cap privilegi malgrat el seu origen noble, i va participar en el Front Oriental de la Segona Guerra Mundial, sent guardonat amb una Creu de Ferro posteriorment. La guerra va tallar la part més destacada de la seva carrera tennística però tornar al circuit, de fet fou campió alemany amb 40 anys i va tornar a jugar la Copa Davis.
Va estar casada amb la baronessa Elisabeth «Lisa» von Dobeneck, filla de Robert, baró von Dobeneck, i Maria Hagen, neta de del banker jueu Louis Hagen, entre l'1 de setembre de 1930 i el 1937, any en el qual es van divorciar. Posteriorment es va casar amb l'estatunidenca Barbara Hutton, hereva de la fortuna Woolworth, l'any 1955, però també es van divorciar quatre anys després.
Es va retirar l'any 1953, va treballar en la federació alemanya de tennis i va esdevenir empresari sent importador de cotó. Va morir en un accident de trànsit al Caire (Egipte) l'any 1976, mentre es trobava en un viatge de negocis. En el seu honor es va anomenar el carrer Gottfried-von-Cramm-Weg, on es troba el Rot-Weiss Tennis Club de Wilmersdorf.

## Torneigs de Grand Slam

### Individual: 7 (2−5)
| Resultat  | Núm. | Any  | Campionat                    | Oponent       | Marcador                |
| --------- | ---- | ---- | ---------------------------- | ------------- | ----------------------- |
| Guanyador | 1.   | 1934 | Internationaux de France     | Jack Crawford | 6−4, 7−9, 3−6, 7−5, 6−3 |
| Finalista | 1.   | 1935 | Internationaux de France     | Fred Perry    | 3−6, 6−3, 1−6, 3−6      |
| Finalista | 2.   | 1935 | Wimbledon                    | Fred Perry    | 2−6, 4−6, 4−6           |
| Guanyador | 2.   | 1936 | Internationaux de France (2) | Fred Perry    | 6−0, 2−6, 6−2, 2−6, 6−0 |
| Finalista | 3.   | 1935 | Wimbledon (2)                | Fred Perry    | 1−6, 1−6, 0−6           |
| Finalista | 4.   | 1937 | Wimbledon (3)                | Don Budge     | 3−6, 4−6, 2−6           |
| Finalista | 5.   | 1937 | US Championships             | Don Budge     | 1−6, 9−7, 1−6, 6−3, 1−6 |

### Dobles masculins: 3 (2−1)
| Resultat  | Núm. | Any  | Campionat                | Parella       | Oponents                        | Marcador           |
| --------- | ---- | ---- | ------------------------ | ------------- | ------------------------------- | ------------------ |
| Guanyador | 1.   | 1937 | Internationaux de France | Henner Henkel | Vernon Kirby Norman Farquharson | 6−4, 7−5, 3−6, 6−1 |
| Guanyador | 2.   | 1937 | US Championships         | Henner Henkel | Don Budge Gene Mako             | 6−4, 7−5, 6−4      |
| Finalista | 1.   | 1938 | Australian Championships | Henner Henkel | John Bromwich Adrian Quist      | 5−7, 4−6, 0−6      |

### Dobles mixts: 1 (1−0)
| Resultat  | Núm. | Any  | Campionat | Parella          | Oponents                       | Marcador |
| --------- | ---- | ---- | --------- | ---------------- | ------------------------------ | -------- |
| Guanyador | 1.   | 1933 | Wimbledon | Hilde Krahwinkel | Mary Heeley Norman Farquharson | 7−5, 8−6 |